# Господин и госпођа Смит (филм из 2005)
Господин и госпођа Смит (енгл. Mr. & Mrs. Smith) је америчка акциона комедија са Бредом Питом и Анџелином Џоли у насловним улогама.

## Радња
Џон и Џејн Смит су просечан брачни пар из предграђа који ужива у свом обичном браку у провинцији. Међутим, једно од другог крију оно због чега би се поубијали да знају: господин и госпођа Смит су заправо веома добро обучени и плаћени изузетно ефикасни атентатори који раде за супарничке организације. Господин и госпођа Смит откривају нова узбуђења у браку када их организације унајме да убију једно друго. Тада почиње права забава. Резултат је врхунски акциони спектакл, док господин и госпођа Смит у свом браку испробавају и своје вештине.
Филм почиње тако што Џон и Џејн Смит посећују брачног саветника. Они су у браку пет или шест година. Упознали су се у Богота, Колумбија и на брзину су се венчали. 
Једно другоме су лагали о свом послу. Обоје су плаћене убице које раде за супарничке агенције, али су живели заједно пет или шест година не знајући за то. Када су обоје добили задатак да убију Бенџамина Денца открили су да су плаћене убице. Послодавци су им наредили да убију једно друго. Њих двоје морали су да бирају између свог супружника и професије. Намеравали су да убију једно друго, али када су уперили оружје једно у друго Џон није могао да пуца и рекао је да Џејн ако жели може да га убије. Џејн је схватила да је то човек кога је волела и да га још увек воли. У међувремену њихови послодавци су уценили њихове главе на 400.000 $. Смитови су одлучили да се боре против својих. Ухватили су Денца да им он каже шта зна. Он им је открио како су њихови шефови када су открили за њихов брак послали њега као мету у циљу да се Џон и Џејн поубијају. Касније су Смитови у једној великој робној кући побили велики број специјалаца послатих од стране њихових послодаваца да их убију. Филм се завршава тако што су они опет код брачног саветника и говоре му како им се у последње време брак много побољшао.

## Улоге
| Глумац         | Улога          |
| -------------- | -------------- |
| Бред Пит       | Џон Смит       |
| Анџелина Џоли  | Џејн Смит      |
| Кери Вошингтон | Џасмин         |
| Вилијам Фикнер | доктор Векслер |
| Анџела Басет   | Атланта        |
| Мишел Монахан  | Гвен           |